# 노랑배박새

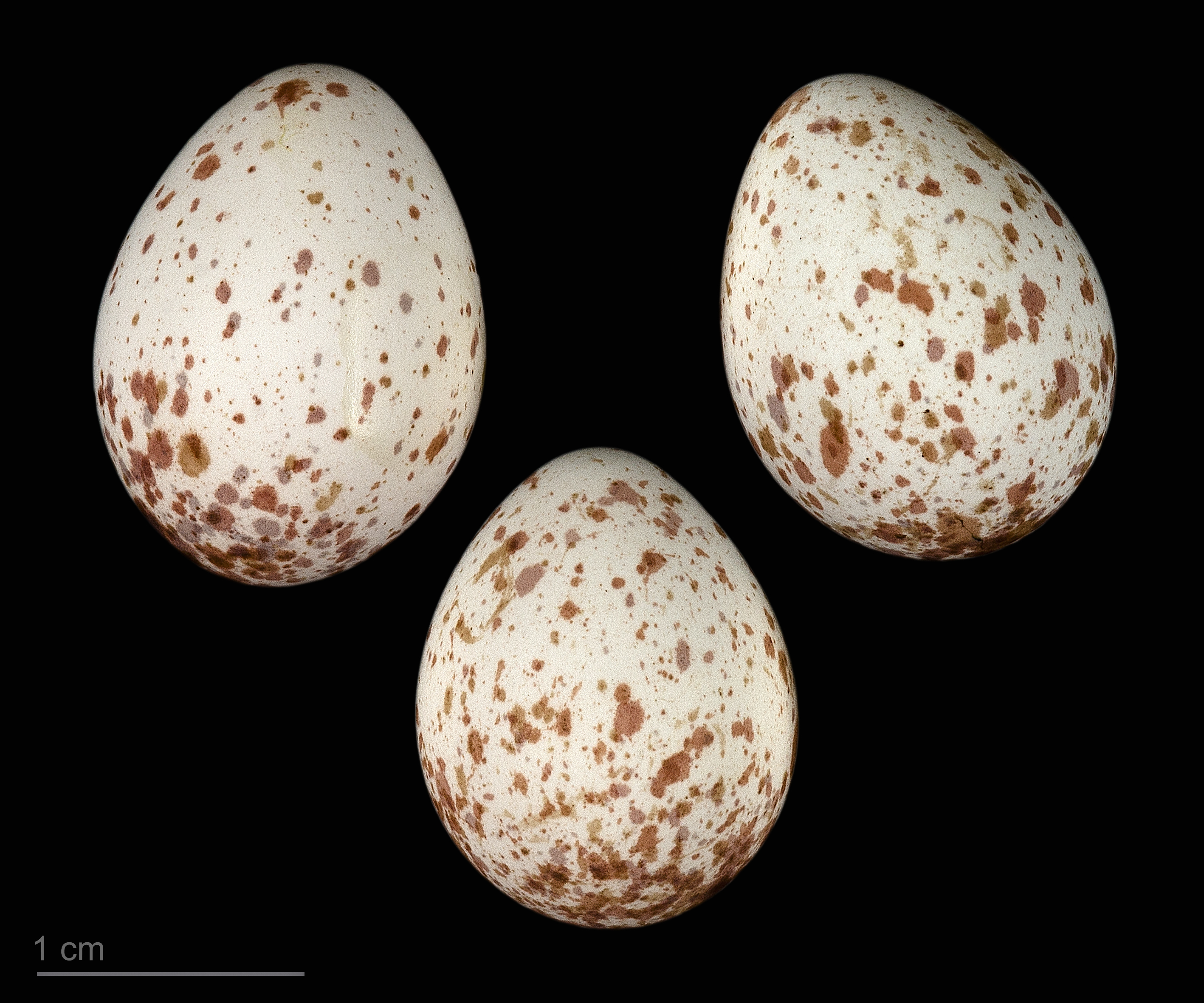
Parus major excelsus

노랑배박새(영어: great tit, 학명: Parus major 파루스 마요르[*])는 박새과에 속하는 참새목의 새이자 대표적인 산림성 조류다. 유럽, 중동, 중앙아시아, 그리고 동쪽으로는 구북구에서 아무르강으로, 남쪽으로는 흔히 삼림이 우거진 북아프리카의 일부 지역에 걸쳐 흔히 볼 수 있는 종이다. 대부분의 노랑배박새는 극심하고 혹독한 겨울을 제외하고는 철새처럼 대규모 이동을 하지 않는다. 2005년까지 이 종은 다른 수많은 아종들과 함께 분류되었다. DNA 연구에 따르면 이 다른 아종들은 노랑배박새와 구별이 되며 이것들은 현재 2개의 구분되는 아종으로 구별되는데, 하나는 남아시아의 cinereous tit(Parus cinereus), 다른 하나는 동아시아의 박새(학명: Parus minor, japanese tit)이다.

## 아종
현재 15개의 아종이 식별되고 있다.
- P. m. newtoni
- P. m. major
- P. m. excelsus
- P. m. corsus
- P. m. mallorcae
- P. m. ecki
- P. m. niethammeri
- P. m. aphrodite
- P. m. terrasanctae
- P. m. karelini
- P. m. blandfordi
- P. m. bokharensis
- P. m. turkestanicus
- P. m. ferghanensis
- P. m. kapustini